# 富士名雅清
富士名 雅清（ふじな まさきよ、永仁4年（1296年） - 建武3年（1336年）1月）は、鎌倉時代から南北朝時代にかけての武士。通称は三郎。若狭守護。『太平記』では富士名義綱、富士名判官で知られる。父は湯宗清、兄は貞宗。

## 来歴
富士名氏は近江源氏・佐々木氏の流れを汲む出雲源氏・湯氏の支流で、出雲八束郡布志名（富士名）の地頭。
元弘2年/正慶元年（1332年）、鎌倉幕府打倒を志した後醍醐天皇が隠岐へ流刑となった（元弘の変）。雅清は、北条氏の命により後醍醐の警固役の一人となったが翻意し、後醍醐の隠岐脱出を計画する。（『太平記』巻七「先帝船上臨幸事」）
脱出に向けて雅清は、同族で出雲守護塩冶高貞の助力を請おうと出雲へ帰還するが、高貞により幽閉された。翌元弘3年/正慶2年（1333年）、雅清の帰島を待たず隠岐を脱出した後醍醐は、名和長年に迎えられ船上山に築いた行宮へ入り、追跡してきた隠岐守護佐々木清高と交戦する（船上山の戦い）。この情勢を知り、腹を括った高貞は雅清と共に後醍醐の元へ馳せ参じた。その後も、後醍醐に随行し上洛するなど宮方として倒幕に貢献した。
建武政権では若狭守護に補任された（『若狭国守護職次第』・『大徳寺文書』）。南北朝の争乱が起こると、南朝側として足利尊氏ら北朝方と各地で戦い、建武3年（1336）正月、京都で二条師基軍の武将として北朝方と戦うも戦死した。享年41。子がなく従弟の公清がその後を継いだ。
明治31年（1898年）、顕彰碑が意宇郡判官山の頂に建立され、大正4年（1915年）、正四位上を追贈された。